# میخاو کوترسکی
میخاو کوترسکی (لهستانی: Michał Koterski؛ زادهٔ ۲۹ دسامبر ۱۹۷۹) بازیگر و روزنامه‌نگار اهل لهستان است. او فرزند کارگردان لهستانی مارک کوترسکی است.
از فیلم‌ها یا مجموعه‌های تلویزیونی که وی در آن‌ها نقش داشته‌است، می‌توان به غسل تعمید، خبرچینان، ما همه مسیح هستیم، جهان به روایت خانواده کیپسکی و عشق اول اشاره نمود.